# Ordre des Étoiles auspicieuses
L'ordre des Étoiles auspicieuses (ou grand ordre des Étoiles auspicieuses) (en anglais : Order of the Seoseong ou Order of the Auspicious Stars, hangeul : 대훈위서성대수장 ; hanja : 大勳位瑞星大綬章 ou 瑞星大綬正章)  est un ordre de l'empire de Corée, créé par l'empereur Kojong le 12 août 1902. Il est décerné aux personnes ayant déjà été décoré de l'ordre de la Fleur de prunier en reconnaissance de services méritoires. Cet ordre n'a qu'une seule classe.

## Histoire
L'ordre est créé par l'empereur Kojong le 12 août 1902,, mais les première décorations ont eu lieu probablement à partir du 21 janvier 1907.
Le nom de l'ordre est inspiré par la légende selon laquelle des étoiles auspicieuses apparaîtraient lorsque des règles de vertus seraient appliquées et donc que le peuple auraient accès à la paix et la prospérité.

## Nomination
Cet ordre est décerné en reconnaissance de service méritoires, aux personnes ayant étant déjà été décoré de l'ordre de la Fleur de prunier,,. Il est aussi décerné aux membres des familles impériales ou royales.

## Ordre de préséance
L'ordre des Étoiles auspicieuses est le deuxième ordre le plus important de l'empire de Corée. Dans l'ordre de préséance, il est en dessous de l'ordre du Cheok d'or et au dessus de l'ordre de la Fleur de prunier,.

## Grades
Cet ordre est constitué d'une seule et unique classe,,.

## Apparence

### Médaille suspendue
La médaille suspendue est une étoile à quatre branches, en argent émaillé. La médaille mesure 76mm sur 109mm. Chacune des quatre branches sont composées de trois longs rayons émaillés blancs, et de cinq court rayons émaillés blancs dans chaque angle. Douze fleurs de pruniers émaillés blancs sont disposées en arc de cercle entre les long rayons de chaque branche.
En son centre, se trouve trois étoiles à cinq branches disposées en triangle dans un rond émaillée rouge, lui même entouré par une couronne de feuilles émaillées vertes reliées par un ruban doré.
L'avers de la suspension représente cinq feuilles vertes surmontées d'une fleur blanche de prunier ; le revers de la suspension représente la même chose sans les veines des feuilles avec des caractères coréen en hanja signifiant « grande décoration des Étoiles auspicieuses » .

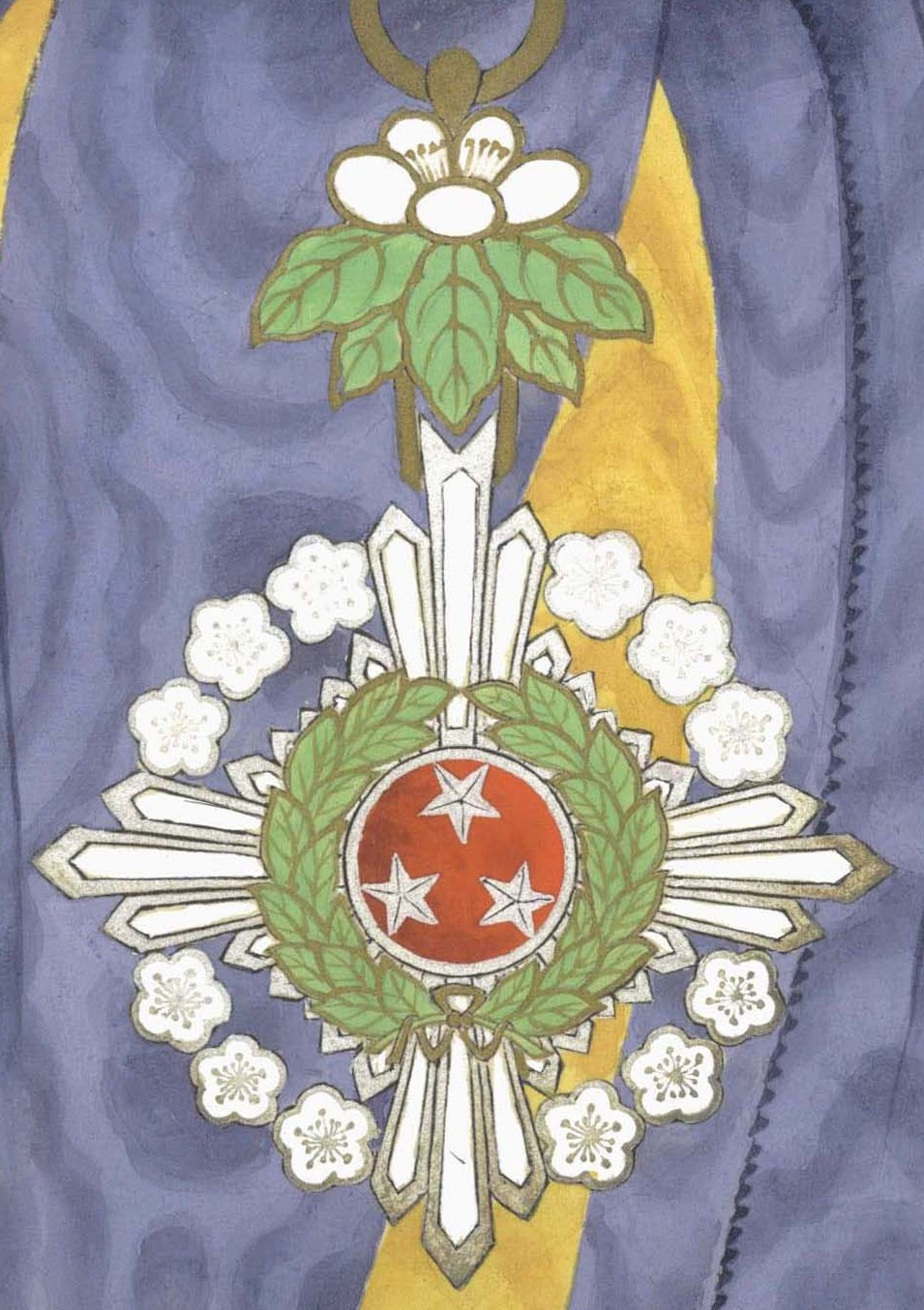
Médaille pendante de l'ordre
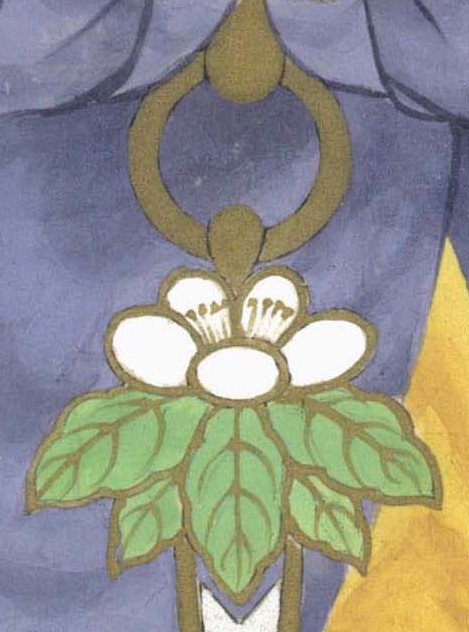
Suspension de la médaille pendante, avers
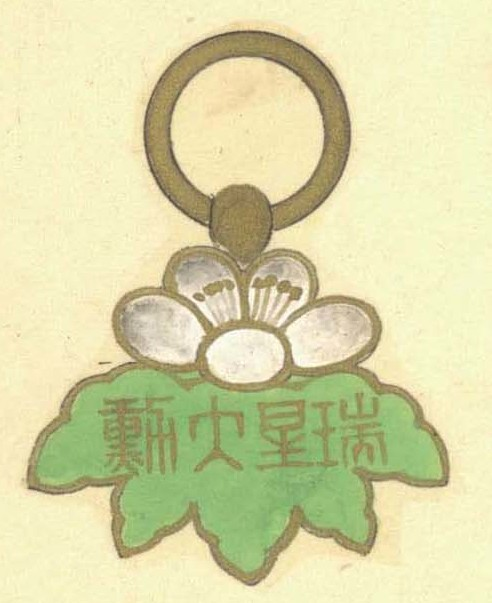
Suspension de la médaille pendante, revers

### Médaille en plaque
La médaille en plaque a le même design que la médaille suspendue à la différence qu'elle mesure 91 mm de diamètre et est convexe.

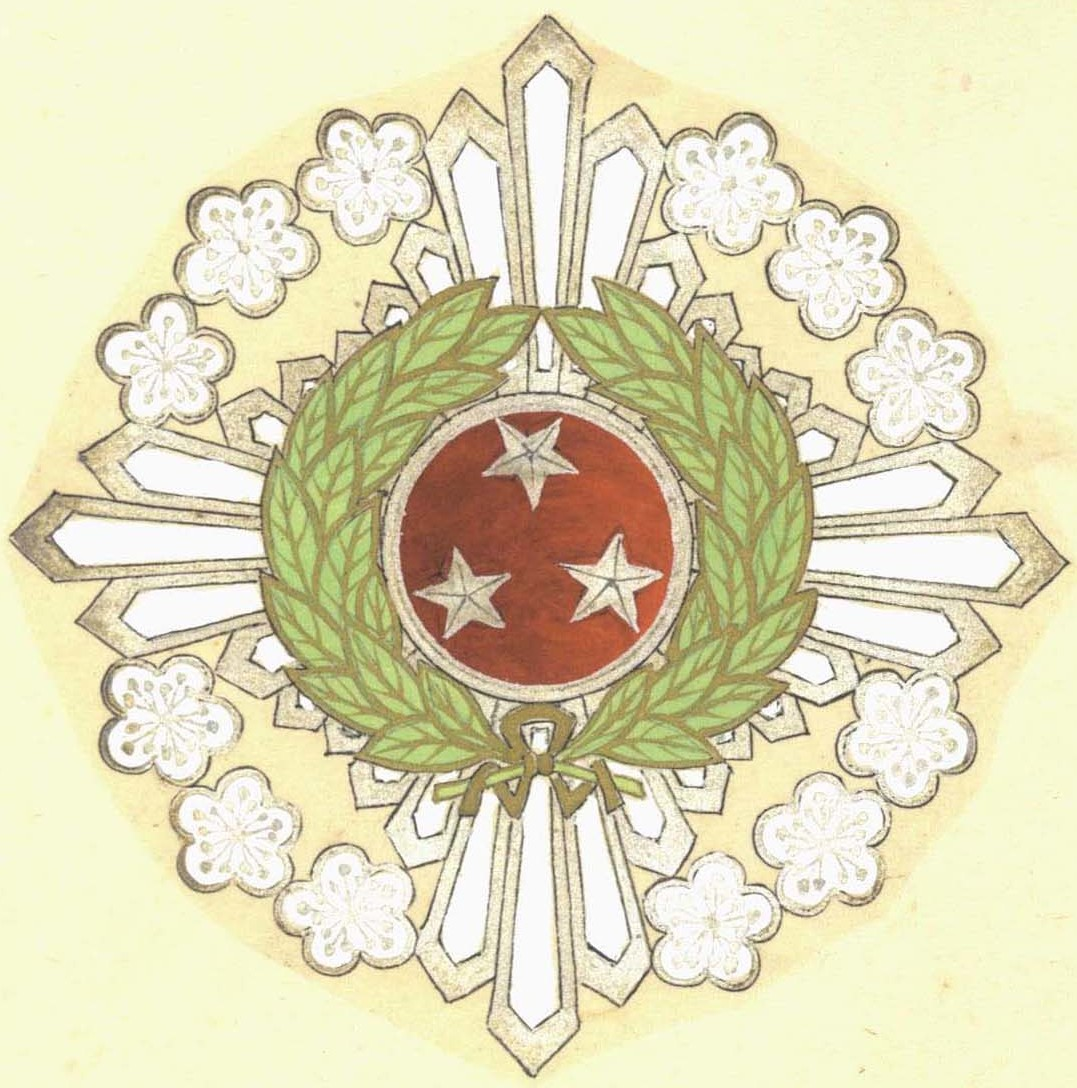
Médaille en plaque de l'ordre, avers
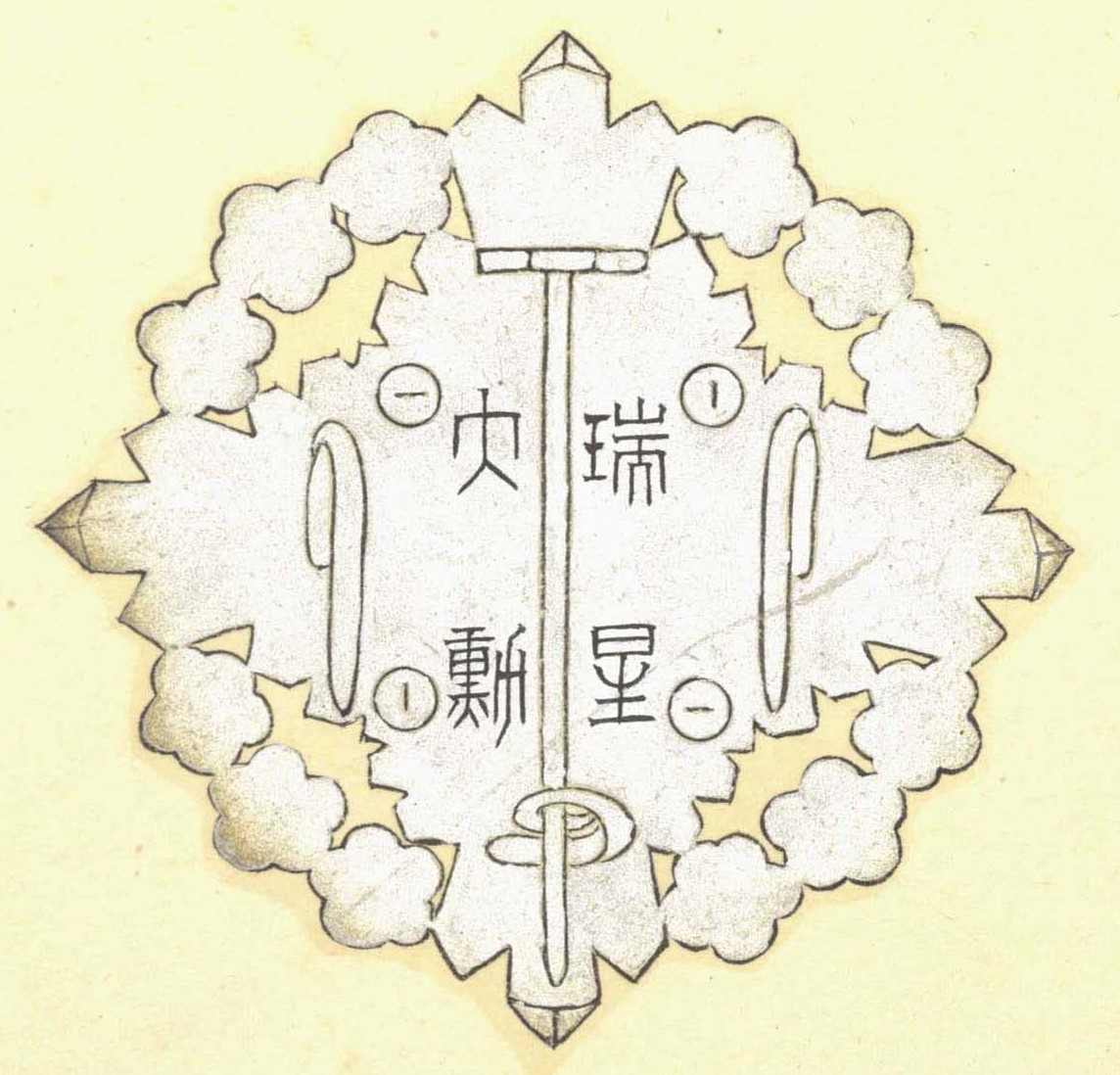
Médaille en plaque de l'ordre, revers
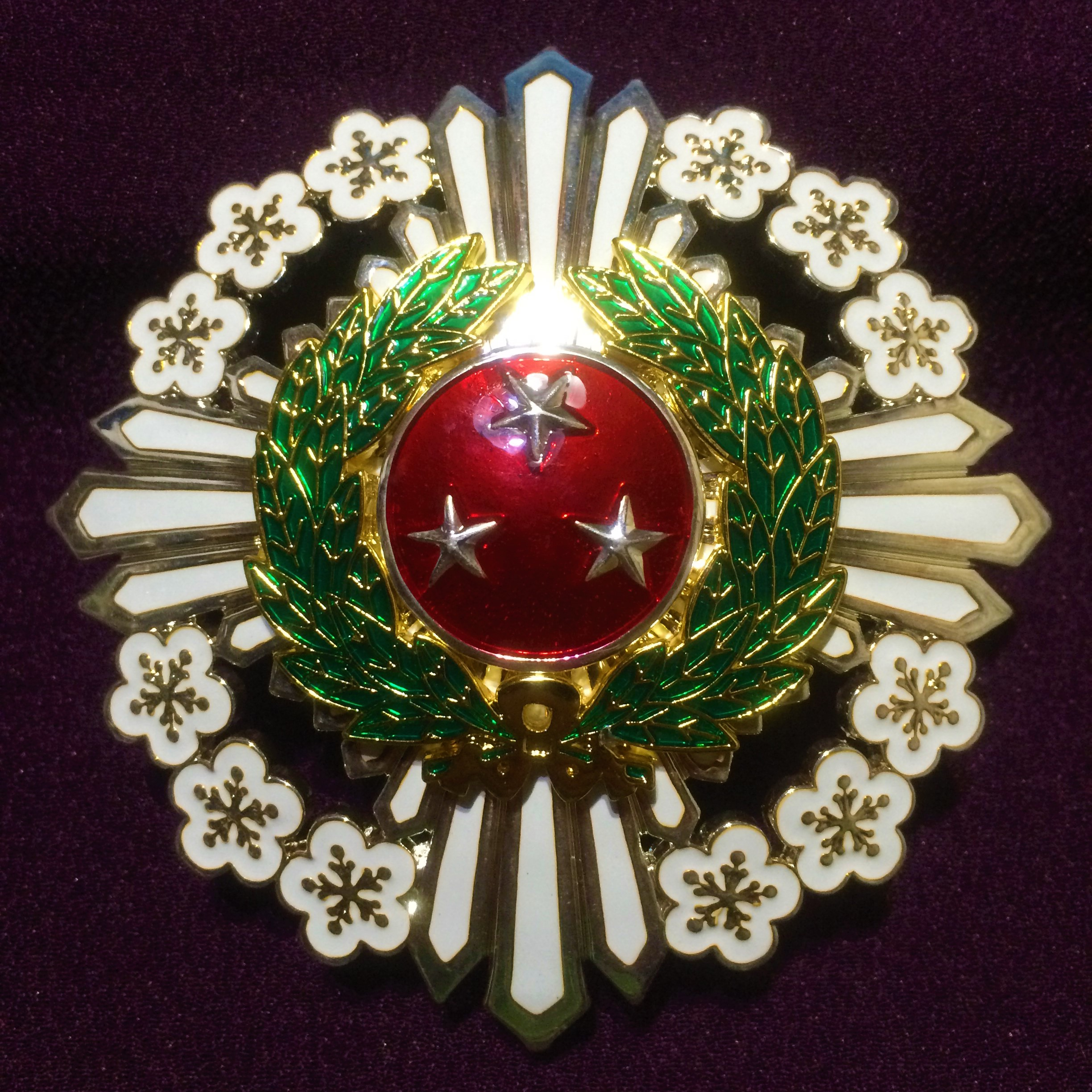
Photographie d'un modèle (probablement de fabrication japonaise ou européenne ?) de l'avers de la médaille en plaque de l'ordre

### Écharpe
L'écharpe de la décoration est en soie moirée. Elle mesure 110 mm de large. L'écharpe est de couleur lavande, avec des bandes de 16mm de couleur jaune pâle placés à 10 mm de chaque bord. La rosette de l'écharpe est en forme de fleur de prunier. L'écharpe se porte depuis l'épaule droite. La rosette est de couleur lavande, avec au centre deux cercles concentriques jaunes.
Le retour de boutonnière est un rond de couleur lavande avec trois étoiles jaunes à cinq branches disposées en triangle.

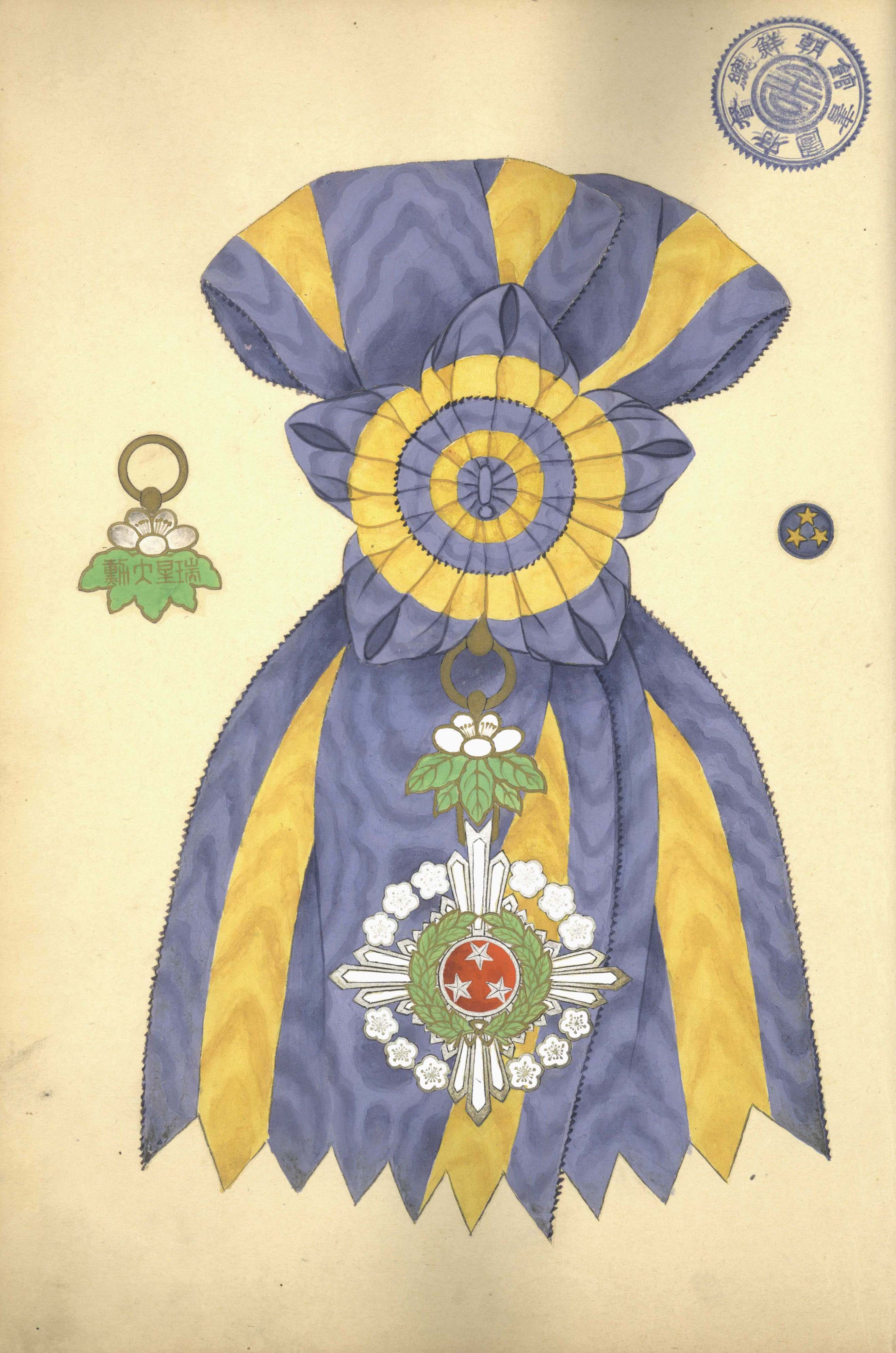
Écharpe en soie moirée
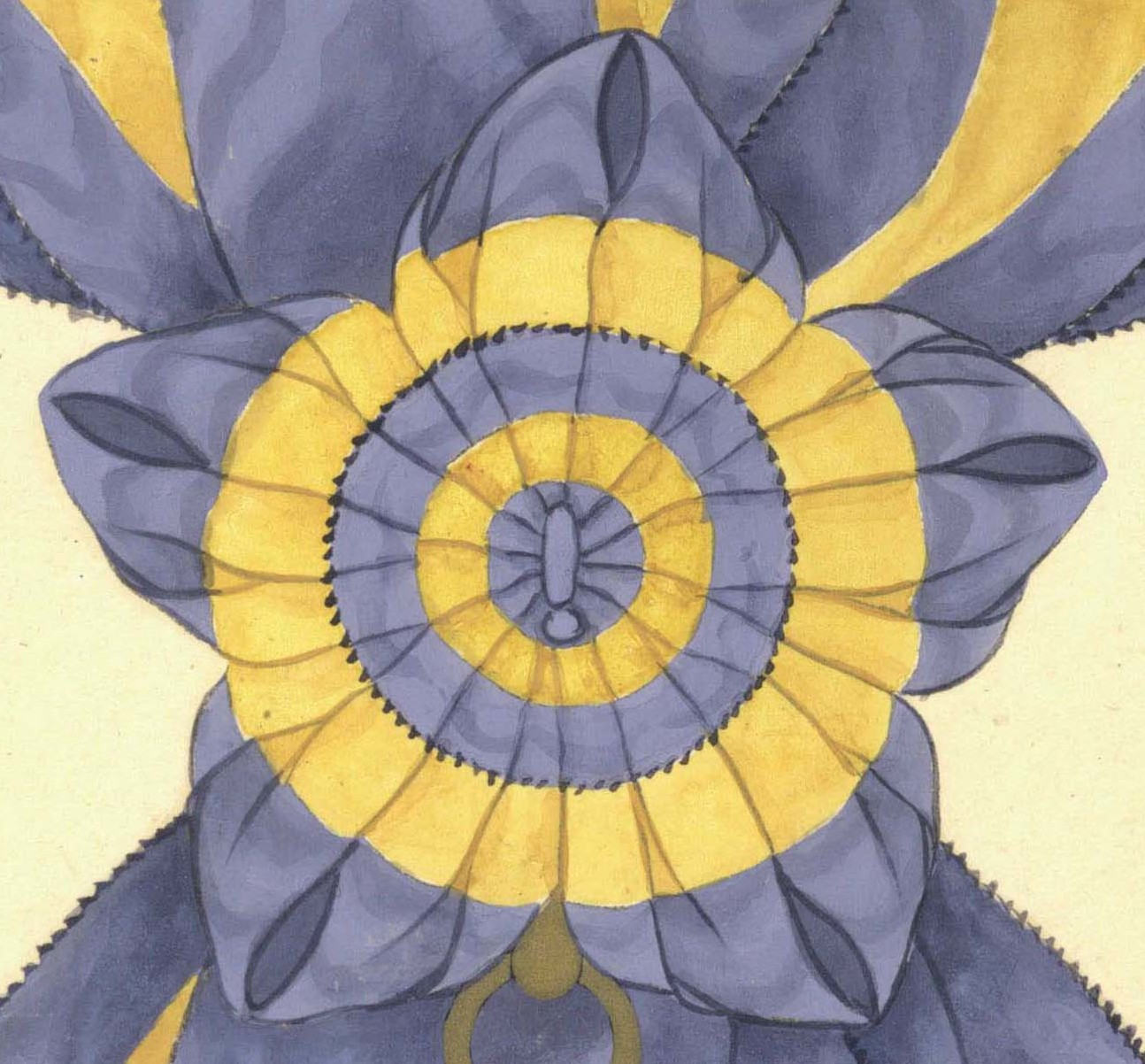
Rosette de l'écharpe de l'ordre
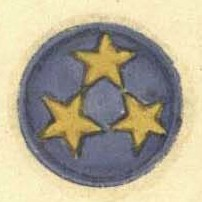
Retour de boutonnière de l'ordre